# Hypercompe tenella
Hypercompe tenella är en fjärilsart som beskrevs av Edwards 1884. Hypercompe tenella ingår i släktet Hypercompe och familjen björnspinnare. Inga underarter finns listade i Catalogue of Life.